# Алексеевский (Татарстан)
Алексе́евский — посёлок в Лаишевском районе  Республики Татарстан Российской Федерации. Входит в состав Куюковского сельского поселения.

## География
Посёлок расположен в 2 километрах от Куйбышевского водохранилища, 8 километрах к северо-западу от города Лаишево.   

## Население
| 1926 | 1938 | 1949 | 1958 | 1970 | 1979 | 1989 | 2000 |
| ---- | ---- | ---- | ---- | ---- | ---- | ---- | ---- |
| 46   | 71   | 58   | 32   | 36   | 20   | 12   | 11   |